# Riedelia flava
Riedelia flava är en enhjärtbladig växtart som beskrevs av Carl Karl Adolf Georg Lauterbach och Theodoric Valeton. Riedelia flava ingår i släktet Riedelia och familjen Zingiberaceae. Inga underarter finns listade i Catalogue of Life.